# Nina Berberova
Nina Nikolaevna Berberova (în rusă Нина Николаевна Берберова) (n. 26 iulie 1901, Sankt Petersburg – d. 26 septembrie 1993, Philadelphia) a fost o scriitoare franceză de origine rusă.

## Biografie
În 1925 a emigrat în Franța și de aici, în 1950, în Statele Unite. A fost profesoară de literatură rusă la Universitatea din Philadelphia, publicând în paralel articole de critică și istorie literară, povestiri, biografii. Consacrarea ei literară a început în anul 1985, când Editura Actes Sud a publicat în traducere primul ei roman, L'Accompagnatrice, care a avut un succes răsunător. I-au urmat Le Laquais et la putain (1986), Tchaikovski (1987), Le Roseau révolté (1988), La Résurrection de Mozart (1989), Le Mal noir (1989), Borodine (1989), L’Affaire Kravtchenko (1990), Les Francs-Maçons russes du XXe siècle (1990).